# Waylon Woolcock
Waylon Woolcock (Middelburg, 8 juli 1982) is een Zuid-Afrikaans wielrenner en mountainbiker die in zijn carrière uitkwam voor MTN en Team Bonitas.

## Belangrijkste overwinningen
2005
3e etappe Ronde van Egypte (ploegentijdrit)
2007
2e etappe Ronde van Egypte
Eindklassement Ronde van Egypte
3e etappe Ronde van Marokko
Evans · George · Kinnear · Lange · McDonald · McLeod · Spence · Potgieter · Thomson · Van Heerden · White · Woolcock
Bakke · Combrinck · Day · Jim · Kachelhoffer · Kaka · Lange · Lill · McDonald · Rabie · Woolcock